# Deudsche Messe und Ordung Gottesdientsts
Deudsche Messe und Ordung Gottesdientsts är Luthers koralbok skriven i Wittenberg 1526.
Enligt 1921 års koralbok med 1819 års psalmer har minst en melodi använts till psalmerna nr 9 och 116.

## Psalmer
- Esaias såg den Allraheligste (1695 nr 118, 1819 nr 9, 1937 nr 605) "Melodins huvudtext"
  - Allt fullkomnat är, o Jesu (endast 1819 nr 116)